# كينيث كلارك
كينيث كلارك (بالإنجليزية: Kenneth Clark)‏ (و. 1903 – 1983 م) هو مؤرخ الفن، ومؤرخ، وبروفيسور (أستاذ جامعي)، وكاتب من المملكة المتحدة . ولد في لندن . تولى منصب عضو مجلس اللوردات .

## روابط خارجية
- كينيث كلارك على موقع IMDb (الإنجليزية)
- كينيث كلارك على موقع الموسوعة البريطانية (الإنجليزية)
- كينيث كلارك على موقع إن إن دي بي (الإنجليزية)
- كينيث كلارك على موقع قاعدة بيانات الفيلم (الإنجليزية)